# Рич, Бенджамин
Бе́нджамин Ро́берт Рич (англ. Benjamin Robert Rich, 18 июня 1925 г. — 5 января 1995 г.) — американский авиаконструктор, второй (после Кларенса Джонсона) руководитель «Skunk Works» — исследовательского подразделения компании «Lockheed». Под его руководством был разработан первый в мире самолёт малой радиолокационной заметности («Стелс») — F-117.
В конце 1990-х годов, компания «Lockheed» успешно завершила проект создания многоцелевого истребителя пятого поколения F-22 Raptor, проект стоимостью $60 млрд. Эта самая совершенная на нынешний момент боевая машина выполнена по технологии Стелс, разработанной в исследовательском центре Lockheed в условиях беспрецедентной секретности. Генеральный конструктор Бенджамин Рич, вице-президент компании, несколько лет, пока продолжались работы, был вынужден жить под чужой фамилией.